# Пен Зироу: Почасов герой
Пен Зироу: Почасов герой (на английски: Peen Zero Part Time Hero) е американски анимационен сериал на Disney XD. Той дебютира на 5 декември 2014 г. предпремиерно, с последваща официалната премиера на 13 февруари 2015. Сериалът е поръчан на 16 октомври 2013 г. с планирана премиера за есента на 2014 г. Създателят на сериала Джарет Буш е съавтор и сърежисьор на филма „Зоотрополис“.
На 22 април 2015 г., e обявено, че сериалът е подновен за втори сезон.

## Сюжет
В сериала се разказва за приключенията на Пен Зироу, който неочаквано наследява работата на своите родители – почасов герой. Пен трябва да се преобрази в различни размери, за да поеме ролята на герой в този свят. Приятелите му Буун, Вайсман и Саша му помагат.

## Гласове и герои

### Главни герои
- Пен Зироу (озвучен от Томас Мидълтич) – главният герой, на едновременно герой и син на двама герои. Пен живее с неговата леля Роза и чичо си Чък.
- Боун Уисман (озвучен от Адам Дивайн) – приятел на Пен, често се поставя в безизходица приятелите му с нетрадиционни методи и мисловните процеси.
- Саша Кобаяши (озвучена от Таня Гунади) – приятелка на Пен Саша
- Филис (озвучен от Сам Левин)

### Злодеи
- Рипин (озвучен от Алфред Молина) – главен антагонист и почасов злодей.
- Лари (озвучен от Ларио Уилмор) – прекомерно лоялният помощник на Рипин.
- Фил (озвучен от Сам Левин) – помощник на Рипин и Лари.

### Семейство на героите
- Вони Зироу (озвучена от Лия Томпсън) – майката на Пен и почасов герой.
- Брок Зироу (озвучен от Гари Коул) – бащата на Пен и почасов герой. Брок е безстрашен боец и любящ баща, който често неволно унижава сина си по време на холографски разговори. Той е в доста лоши отношения с чичото на Пен, Чък.
- Леля Роза (озвучена от Роузи Перес) – леля на Пен и съпруга на Чък
- Чичо Чък (озвучен от Лени Венито) – чичо на Пен и съпруг на Роза
- Г-н Силвестър и г-жа Тиа Кобаяши (озвучени от Джордж Такеи и Лорън Том) – родители на Саша, които никога не са били почасови герои.

### Епизодични герои
- Шериф Скейл и Амбър Бригс (озвучени от Боул Бриджис и Оливия Холт) – баща и дъщеря от град Голям Бют
- Супер Капитан (озвучен от Адам Уест)
- Блейз (озвучен от Шон Астин)
- Нъг (озвучен от Мария Бамфорд) – пещерна жена и член на тайна агенция, която използва примитивен новини.
- Шърли Аусъм (озвучена от Уанда Сайкс)

## Излъчване

### В САЩ
„Пен Зироу: Почасов герой“ се излъчва по Disney XD от 16 март 2015 г. 

### В България
Сериалът започва излъчване по Disney Channel от 14 януари 2017 г.
Нахсинхронен дублаж
| Роля          | Изпълнител |
| ------------- | --- |
| Пен Зироу     | Илиян Марков |
| Саша Кобаяди  | Августина-Калина Петкова |
| Други гласове | Светльо Добрев Георги Стоянов Здравко Димитров Десислава Чардаклиева Георги Спасов Мариан Маринов Стоян Цветков Василка Сугарева |

| Обработка              | Александра Аудио |
| ---------------------- | ---------------- |
| Изпълнителен продуцент | Васил Новаков    |
| Режисьор на дублажа    | Василка Сугарева |